# Cannonball (película)
Cannonball (estilizado en pantalla como Cannonball!) es una película estadounidense de 1976 de acción y de carretera, dirigida por Paul Bartel y protagonizada por David Carradine, Bill McKinney, Veronica Hamel, Gerrit Graham y Robert Carradine. La película es una de las dos cintas lanzadas en 1976 que se basaron en una verdadera carrera ilegal entre Los Ángeles y Nueva York, que tuvo lugar durante varios años en los Estados Unidos, ya que el otro fue Locos al volante. El mismo tema se convirtió más tarde en la base de las películas Banzai Runner, The Cannonball Run y sus secuelas Cannonball Run II y Speed Zone.
El nombre de la película y el argumento se inspiraron en Erwin G. "Cannon Ball" Baker (1882-1960), quien viajó por los Estados Unidos varias veces y en el The Cannonball Baker Sea-To-Shining-Sea Memorial Trophy Dash, una carrera ilegal presentada por Brock Yates para protestar contra el límite de velocidad de 55 mph (89 km/h).[cita requerida]

## Argumento

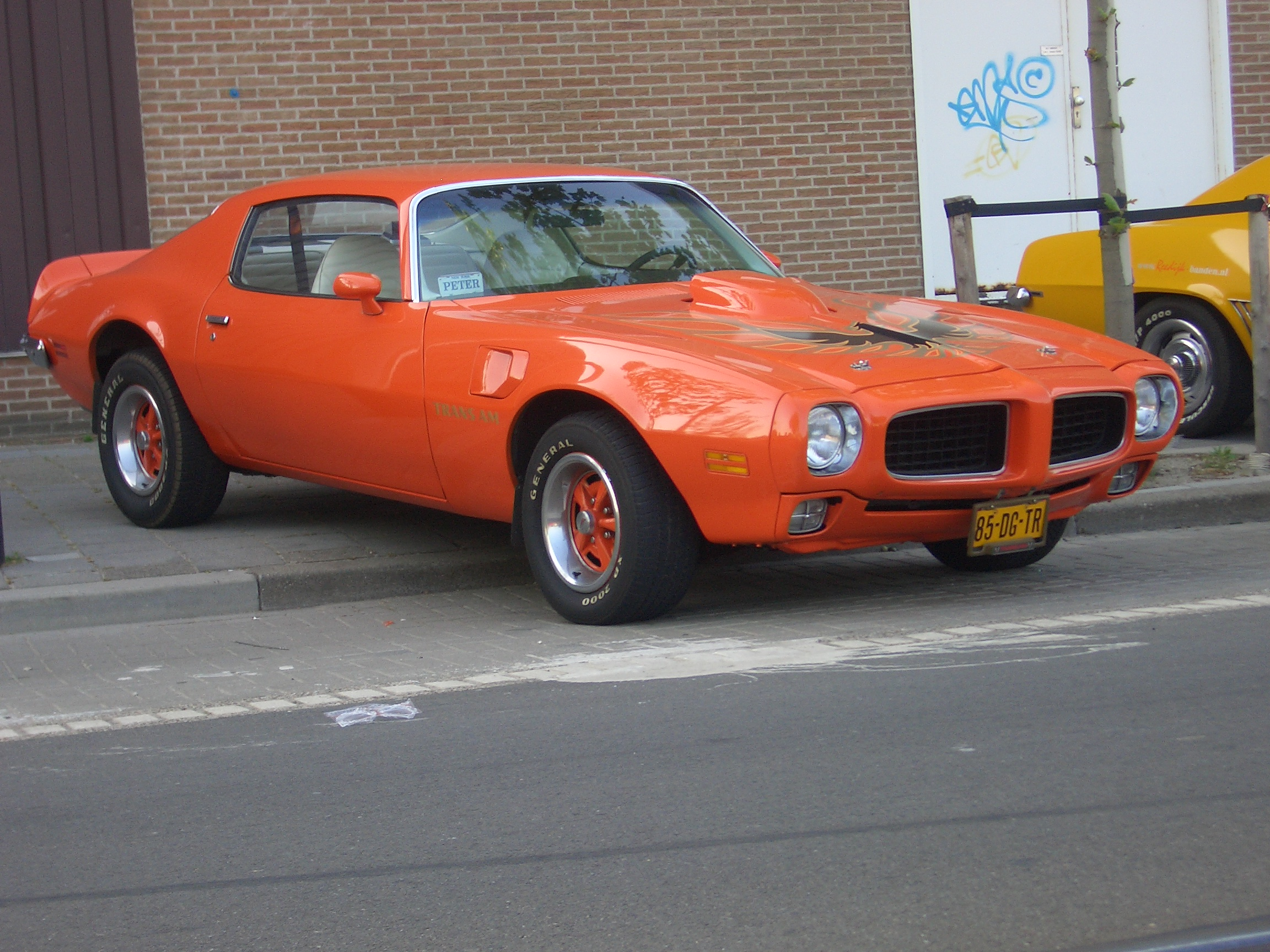
Pontiac Firebird Trans-Am de 1970.

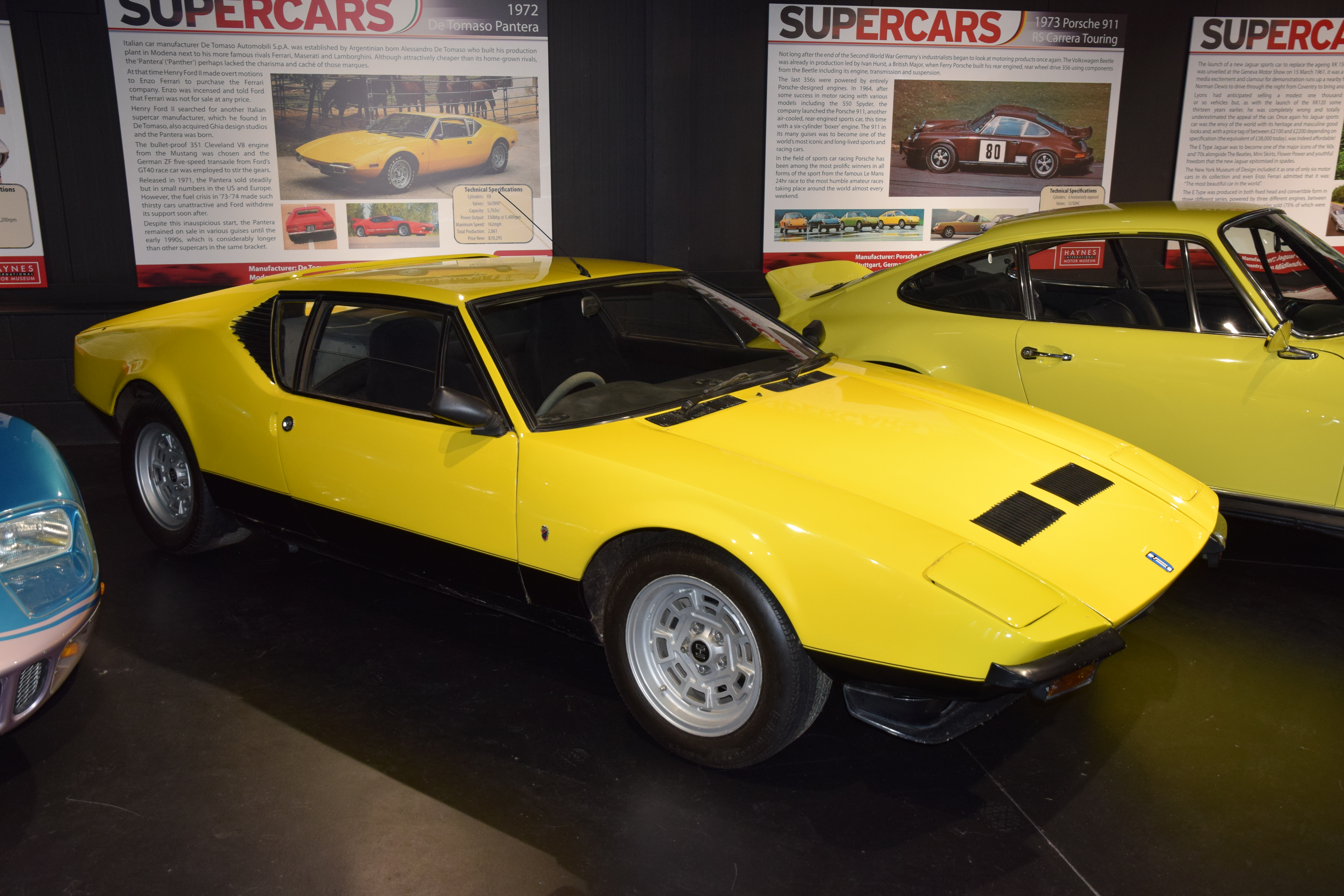
De Tomaso Pantera de 1972.

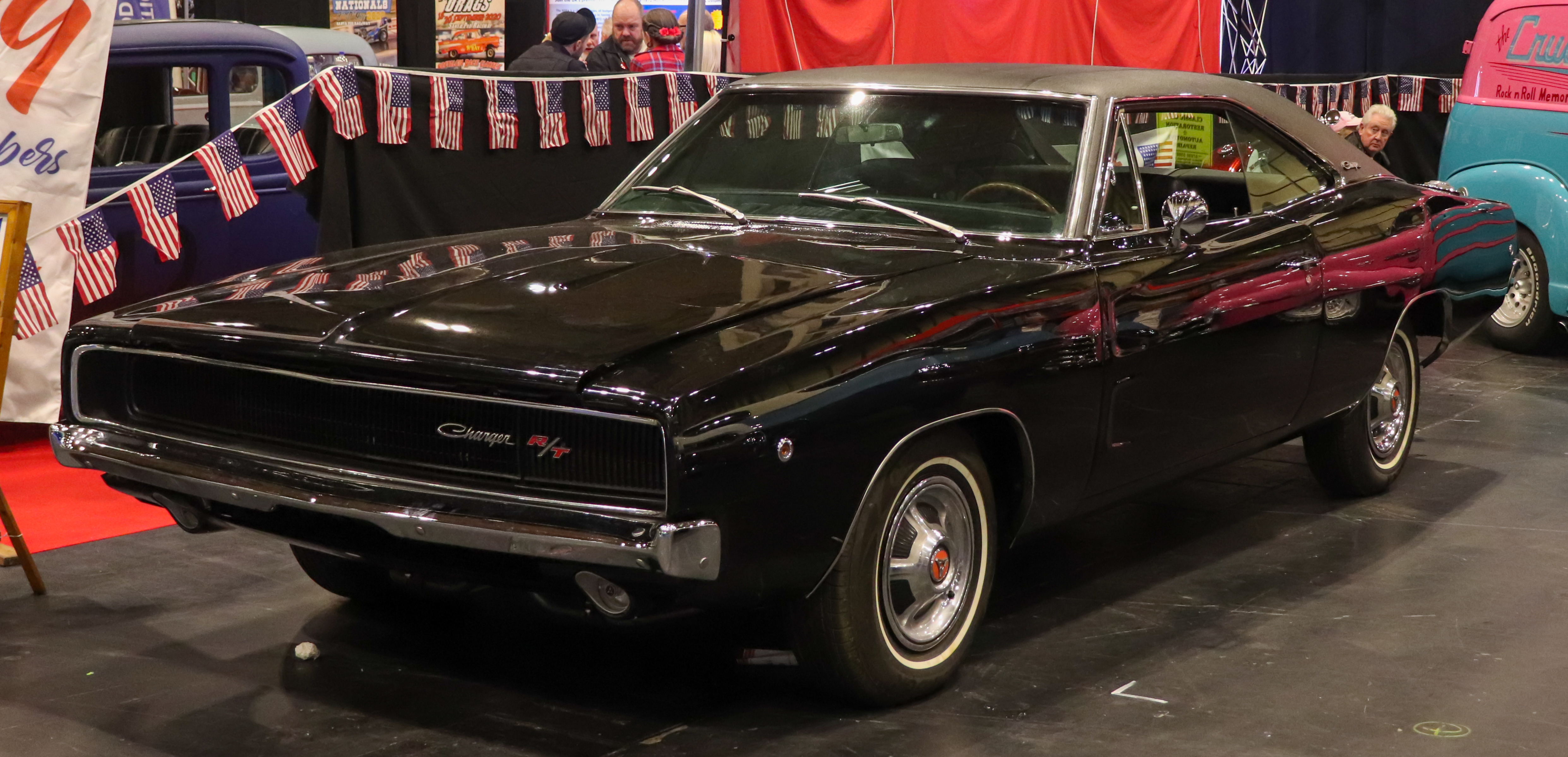
Dodge Charger R/T de 1968.

El Gran Premio de Trans-Am Series es una carrera ilegal que se celebra todos los años entre el muelle de Santa Mónica y la ciudad de Nueva York. Recientemente liberado de la prisión, donde cumplía una condena por matar a una niña mientras pilotaba en estado de  ebriedad, el piloto de carreras Coy "Cannonball" Buckman (David Carradine) espera ganar la carrera y volver a encarrilar su carrera. El equipo de carreras Modern Motors le ha prometido un contrato a él o a su archirrival Cade Redman (Bill McKinney), quien también está en la carrera; el contrato será para el que gane. Coy todavía está en libertad condicional y cuando su oficial en custodia, Linda Maxwell (Veronica Hamel), con quien está teniendo una aventura complicada, descubre que cruzará las fronteras estatales en violación de su libertad condicional, ella intenta detenerlo, solo para que él la obligue a acompañarlo en la carrera.
Redman también tiene compañía al cantante de country Perman Waters (Gerrit Graham) y su mánager Sharma Capri (Judy Canova) quienes han acordado pagar los gastos de carrera de Redman a cambio de que los lleve con él a Nueva York en su Dodge Charger R/T de 1968.
Otros competidores incluyen a los novios surfistas adolescentes Jim Crandell (Robert Carradine) y Maryann (Belinda Balaski) a bordo de un Chevrolet Corvette C3 de 1976 del padre de Maryann, Terry McMillan de mediana edad en una Chevrolet Blazer de 1975, tres camareras sexys, Sandy (Mary Woronov), Ginny (Glynn Rubin) y Wendy (Diane Lee Hart) en una furgoneta mejorada, el arrogante piloto alemán Wolfe Messer (James Keach) en un De Tomaso Pantera de 1972, Beutell Morris (Stanley Bennett Clay), un joven afroestadounidense de muy buen gusto en un Lincoln Continental Mark III de 1971, quien este ha sido contratado por una adinerada pareja de ancianos para transportarlos a Nueva York (sin saber que lo está usando para participar en la carrera) y el mejor amigo de Buckman, Zippo Friedman (Archie Hahn) en un Pontiac Firebird Trans-Am de 1970 idéntico al de Coy. Sin que Coy lo sepa, su hermano Bennie Buckman (Dick Miller) ha apostado fuertemente en la carrera y planea usar métodos clandestinos para asegurar que Coy gane la competencia.
A medida que la carrera degenera en un derby de demolición violento, Bennie hace explotar a Messer, mientras que Terry intenta hacer trampa, haciendo volar su Blazer desde el aeropuerto de Los Ángeles hasta el aeropuerto LaGuardia de Nueva York, donde espera la carrera con su amante Louisa (Louisa Moritz). El Lincoln prestado por Beutell se daña cada vez más a medida que avanza la carrera, mientras que Jim y Maryann enfrentan problemas en el motor con una correa del ventilador rota. La rivalidad entre Coy y el cada vez más inestable Redman se sale de control cuando los dos luchan e intentan forzarse el uno al otro fuera de la carretera, con Coy estrellando su Trans-Am después de que Redman rompe los faros. Después de cambiar a un Ford Mustang de 1969 que tomó prestado de algunos hot-rodders locales, Coy tiene un último enfrentamiento con Redman, quien ha echado a Perman y Sharma de su auto después de discutir con ellos. Una pieza de la guitarra de Perman (que Redman rompió con furia después de cansarse del canto de Perman y las transmisiones de radio en la carretera) se aloja detrás de los pedales del automóvil, lo que hace que Redman pierda el control y se estrelle contra el costado de un puente inconcluso. Finalmente, Redman muere cuando el coche cae al vacío desde el puente y explota.
Bennie, por su parte, ha enviado a un sicario a matar al piloto del "otro" Trans-Am rojo mientras golpea a Coy. No sabe que el piloto es Zippo o que Linda ahora viaja con él, ya que para Coy pensó que era más seguro hacerlo para ella, ya que Redman lo perseguía. Mientras estaba con Zippo, Linda descubrió que era Zippo quien pilotaba el auto en el que murió la niña y no el mismísimo Coy. Coy asumió la culpa porque sabía que Zippo, siendo el más débil, nunca sobreviviría en la prisión.
El sicario de Bennie mata a Zippo a tiros y el Trans-Am se estrella y explota. Linda salta proyectada desde lejos, pero está gravemente herida. Jim y Maryann ven los restos y recogen a Linda en coma, llevándola al hospital. Detrás de ellos, la presencia del Trans-Am destrozado en la autopista provoca un choque de varios coches.
Terry y Louisa llegan primero a la línea de meta, pero Louisa deja escapar el Blazer que fue llevado ahí y él está descalificado. Las camareras de la furgoneta y Coy están codo a codo cuando cruzan a la ciudad de Nueva York, con Coy pilotando por el puente George Washington y las chicas tomando el túnel Lincoln, hasta que Sandy intenta tomar un atajo cuando las camareras se pierden y están atrapadas en el tráfico y la furgoneta se estrella. Coy llega a la línea de meta y está a punto de vender su tarjeta de tiempo, convirtiéndolo en el ganador oficial, pero cuando le informan sobre el accidente de Zippo y Linda y al darse cuenta de que Bennie lo causó, no se puede vender y le da las piezas a Bennie, quien se los lleva al gánster Lester Marks (interpretado por el director de la película Paul Bartel), a quien le debe todo el dinero que apostó por Coy, presumiblemente para que lo asesinen. Asegurado de su contrato de carreras, Coy es llevado al hospital para ser reunido con Linda por el gerente del equipo. Habiendo decidido terminar la carrera a pesar de creer que no pueden ganar después de haber perdido tanto tiempo, Jim y Maryann son los siguientes en llegar a la meta. Están sorprendidos y encantados de que les digan que son los ganadores del primer premio de US$100 000 (equivalente a $535 439 en 2023).
En el hospital, Coy y Linda disfrutan de su reencuentro, mientras que Beutell entrega el Lincoln completamente destrozado, a sus horrorizados dueños frente a un hotel en la ciudad.

## Reparto
| - David Carradine como Coy "Cannonball" Buckman. - Bill McKinney como Cade Redman. - Veronica Hamel como Linda Maxwell. - Gerrit Graham como Perman Waters. - Robert Carradine como Jim Crandell. - Belinda Balaski como Maryann. - Judy Canova como Sharma Capri. - Archie Hahn como Zippo Friedman. | - Carl Gottlieb como Terry McMillan. - Mary Woronov como Sandy Harris. - Diana Lee Hart como Wendy. - Patrick Wright como Brad Phillips, organizador del Gran Premio de Trans-America. - Glynn Rubin como Ginny. - James Keach como Wolf Messer. - Dick Miller como Bennie Buckman. - Stanley Bennett Clay como Beutell Morris. |

## Cameos
Varios actores y directores aparecen realizando un cameo.
| - Paul Bartel como Lester Marks. - Roger Corman como un fiscal de distrito del condado de Los Ángeles. - Don Simpson como un fiscal de distrito adjunto del condado de Los Ángeles. - Jonathan Kaplan como un asistente en una gasolinera. | - John Herzfeld (cameo). - Joe Dante como un joven. - Martin Scorsese como un mafioso. - Sylvester Stallone como un mafioso. |

## Vehículos utilizados
- Pontiac Firebird Trans-Am de 1970
- De Tomaso Pantera de 1972
- Lincoln Continental Mark III de 1971
- Chevrolet Corvette C3 de 1976
- Chevrolet Blazer de 1975
- Dodge Charger R/T de 1968
- Ford Mustang de 1969

## Producción
Bartel dijo más tarde que trabajó durante un año en Death Race 2000 por US$5000 (equivalente a $26 772 en 2023), así que cuando lo terminó necesitaba desesperadamente dinero. "Lo único que todos querían de mí era otra foto del auto, de ahí surgió el nombre Cannonball. Corman me había inculcado la idea de que si Death Race 2000 había sido "más dura" y "más real", habría sido más popular. Como un tonto, le creí". Bartel dice: "No estoy, y nunca lo he estado, mucho más interesado en los coches y las carreras", por lo que decidió cargar la película "cameos y trucos de personajes que me interesaron". Su escena favorita fue aquella en la que Bartel, interpretando al dueño de un club nocturno, toca el piano y canta mientras dos gánsteres golpean a Dick Miller.